# Daevnie
Daunatjåkko (Daune) är ett fjäll i Vojmåns dalgång, södra Lappland, Västerbotten. Toppen mäter 1291 meter över havet. Fjället ligger vackert vid sjön Nedre Fättjarn 558 m ö.h. Det sydsamiska namnet är Daunatjåkko, enligt en av samerna som bott vid fjällets fot sedan 1946. Detta styrks av skylten som står vid leden mot telemasten, leden slutar vid toppen. 

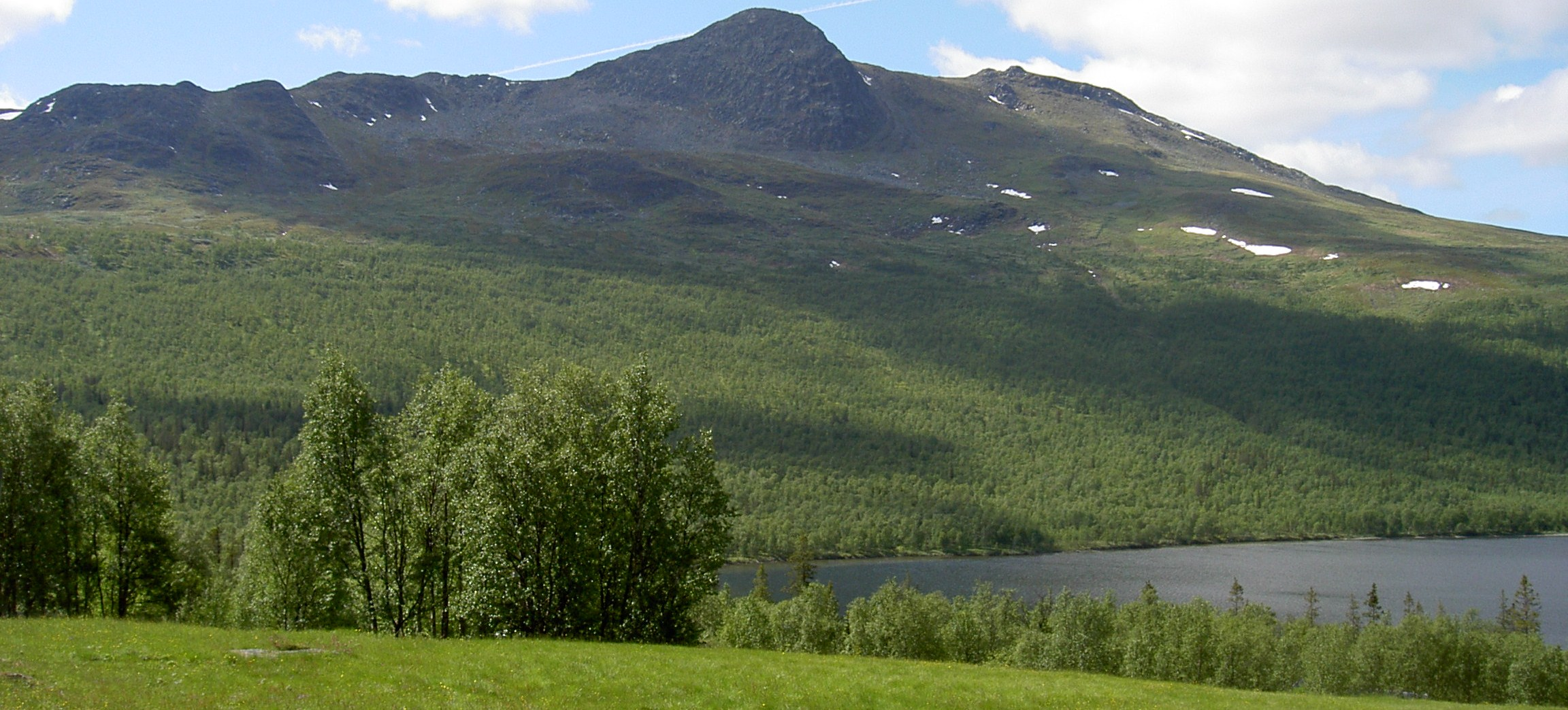
Daunatjåkko sommar

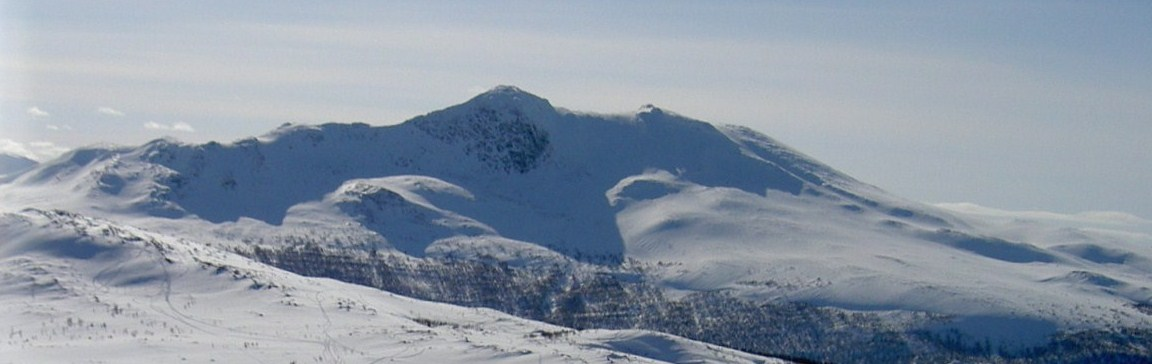
Daunatjåkko

En säregen ravin bryter fjällsidan. Daunatjåkko har av tidningen Åka Skidor utnämnts till ett av Sveriges tio vackraste fjäll.
Daunotjåkko omfattas av skoterförbud. Detta medför att toppen är populär i skidåkarkretsar.
Kaffekokarhobben ligger strategiskt halvvägs till toppen och utgör sommartid ett gott rastställe för toppturer.
Intressant fotnot i ämnet är att Lantmäteriets beteckning Daevnie inte används av lokalbefolkningen och därför kan anses inkorrekt. Lantmäteriet använder dock den korrekta beteckningen Daune Domänreservat för att beskriva området. 
Lantmäteriets beteckning återfinns i boken Svenska Toppturer och är sålunda allmänt vedertagen av andra än lokalbefolkningen.